# Scurta (Maros megye)
Scurta falu Romániában, Maros megyében.

## Története
Mezőpagocsa község része. A trianoni békeszerződésig Maros-Torda vármegye Marosi felső járásához tartozott.

## Népessége
2002-ben 17 lakosa volt, ebből 17 román nemzetiségű.

## Vallások
A falu lakói közül 17-en ortodox hitűek.